# آندرس ربوتارو
آندرس ربوتارو (انگلیسی: Andrés Rebottaro؛ زادهٔ ۵ سپتامبر ۱۹۵۲) بازیکن فوتبال اهل آرژانتین است.
از باشگاه‌هایی که در آن بازی کرده‌است می‌توان به باشگاه فوتبال نیولز اولد بویز، باشگاه فوتبال اتلتیکو تیگره، و باشگاه فوتبال بوکا جونیورز اشاره کرد.
وی همچنین در تیم ملی فوتبال آرژانتین بازی کرده‌است.